# Maridi
Maridi is een stad in Western Equatoria in Zuid-Soedan met 55.602 inwoners.
Maridi is een belangrijk handelscentrum. De stad ligt zo'n 235 kilometer ten westen van de hoofdstad Juba en nabij de grens met de Democratische Republiek Congo.
Bij Maridi ligt een vliegveld.